# رود بسپوتا
رود بسپوتا (انگلیسی: Besputa) یک رودخانه در استان مسکو کشور روسیه است.